# خانقاه سیدی قاسم الجلیزی

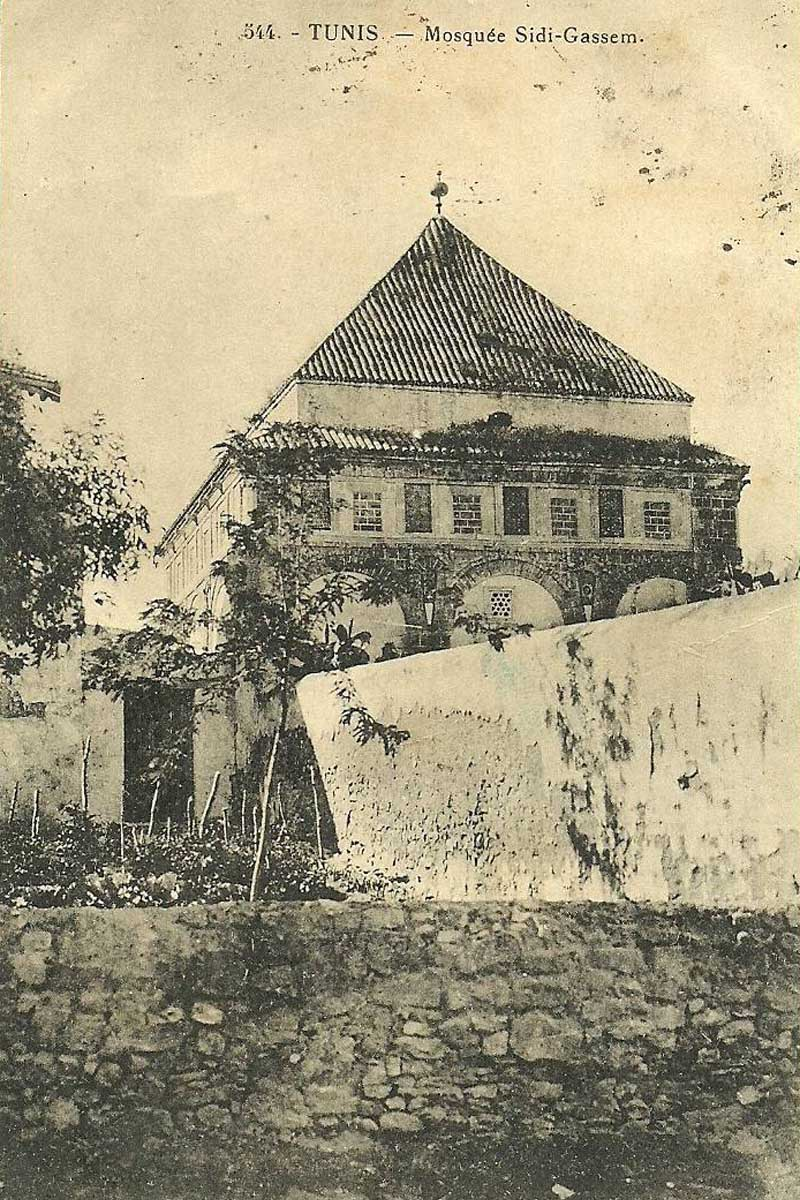
خانقاه سیدی قاسم الجلیزی در ۱۸۹۰

خانقاه سیدی قاسم الجلیزی (عربی: زاوية سيدي قاسم الجليزي) در غرب شهر تونس واقع شده‌است. این نشانه و ساختمان در یک بلندی مشرف بر یک منطقه مردابی و روستا بنا شده‌است. این ساختمان امروز به مرکز ملی برای هنر سفال‌سازی تبدیل شده‌است.

## موقعیت
این خانقاه (مقبره) در خیابان سیدی قاسم الجلیزی شماره ۳۱ می‌باشد.

## نامگذاری
این خانقاه نامش را از ابو قاسم الجلیزی گرفته‌است، شیخی از آندلس و کارش درست کردن کاشی و سفال‌های طلایی بود، شیخ ابو قاسم الجلیزی اولین کسی بود که این کار را در شهر تونس شروع کرد، وی در سال ۱۴۹۶ درگذشت.

## تاریخچه
این خانقاه در قدیم محل زندگی شیخ ابو قاسم بوده‌است، وی خودش این ساختمان را در نیمه دوم قرن ۱۵ میلادی بنا نمود، این ساختمان سپس در سال ۱۴۹۶ میلادی برابر با ۹۰۲ هجری قمری بعد از درگذشت شیخ و دفن او در این محل تبدیل به یک خانقاه گردید.

## نگارخانه

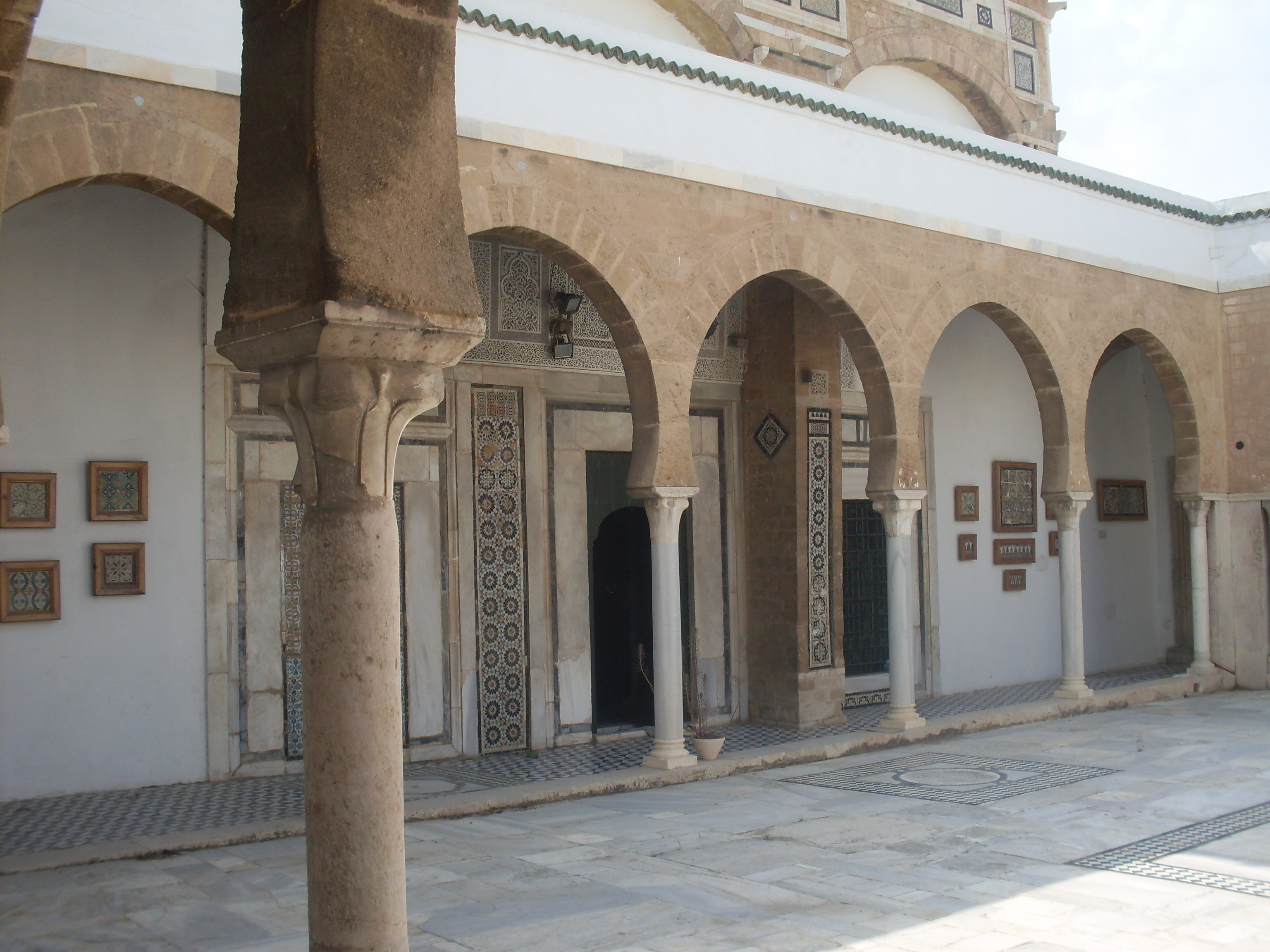
دادگاه مقبره
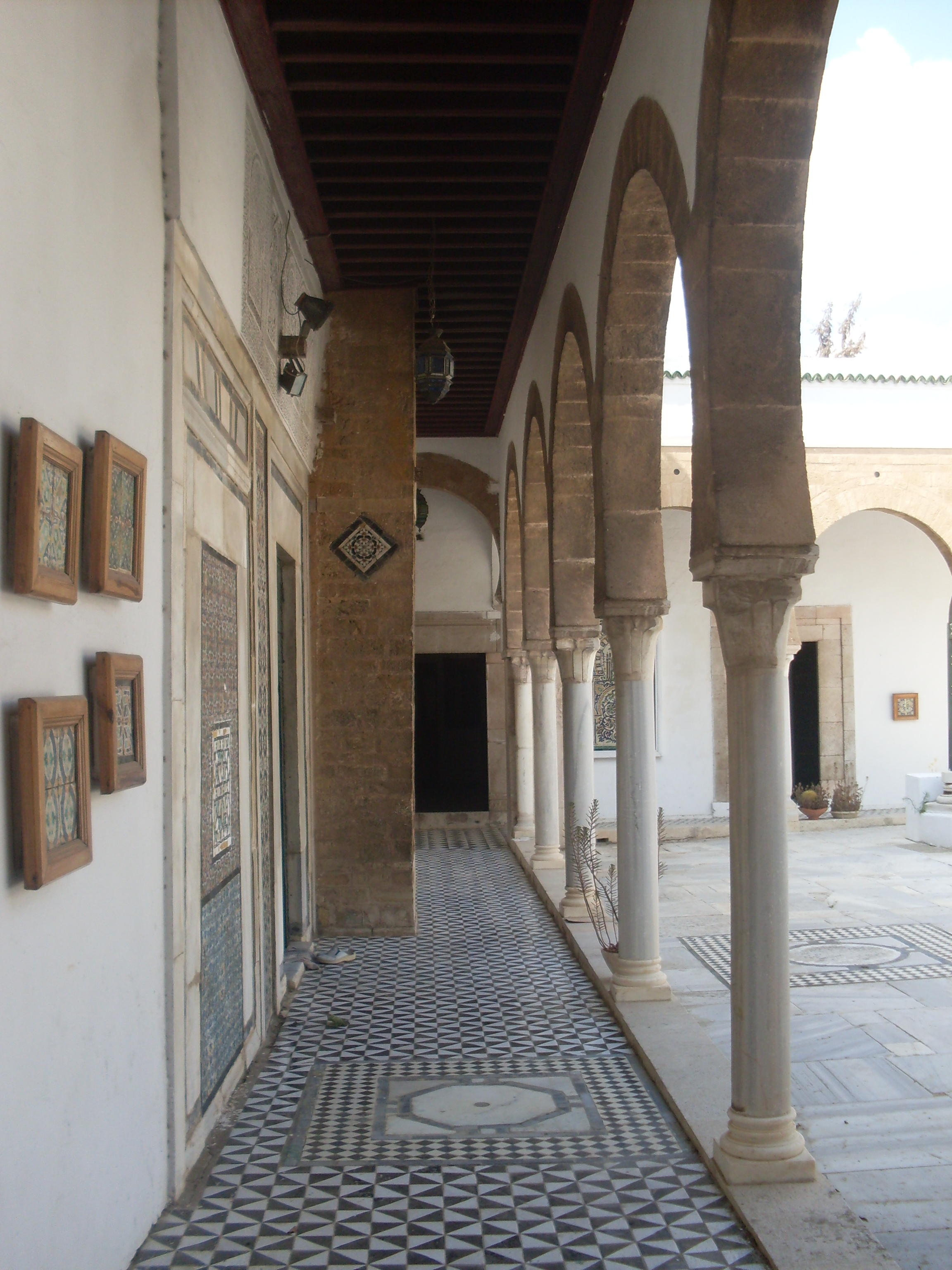
نمایش یکی از پورتیکوس حیاط
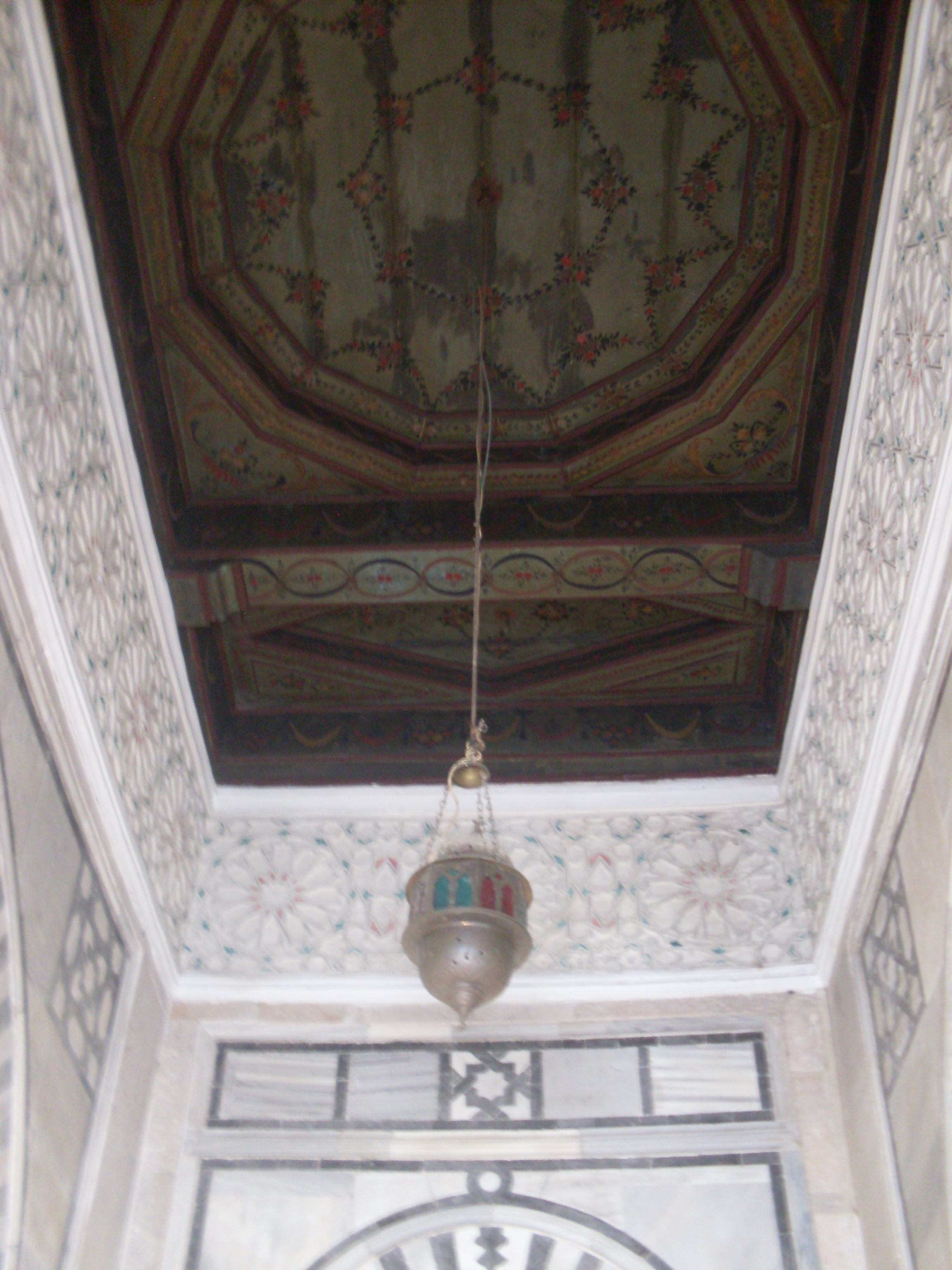
سقف در چوب رنگ شده
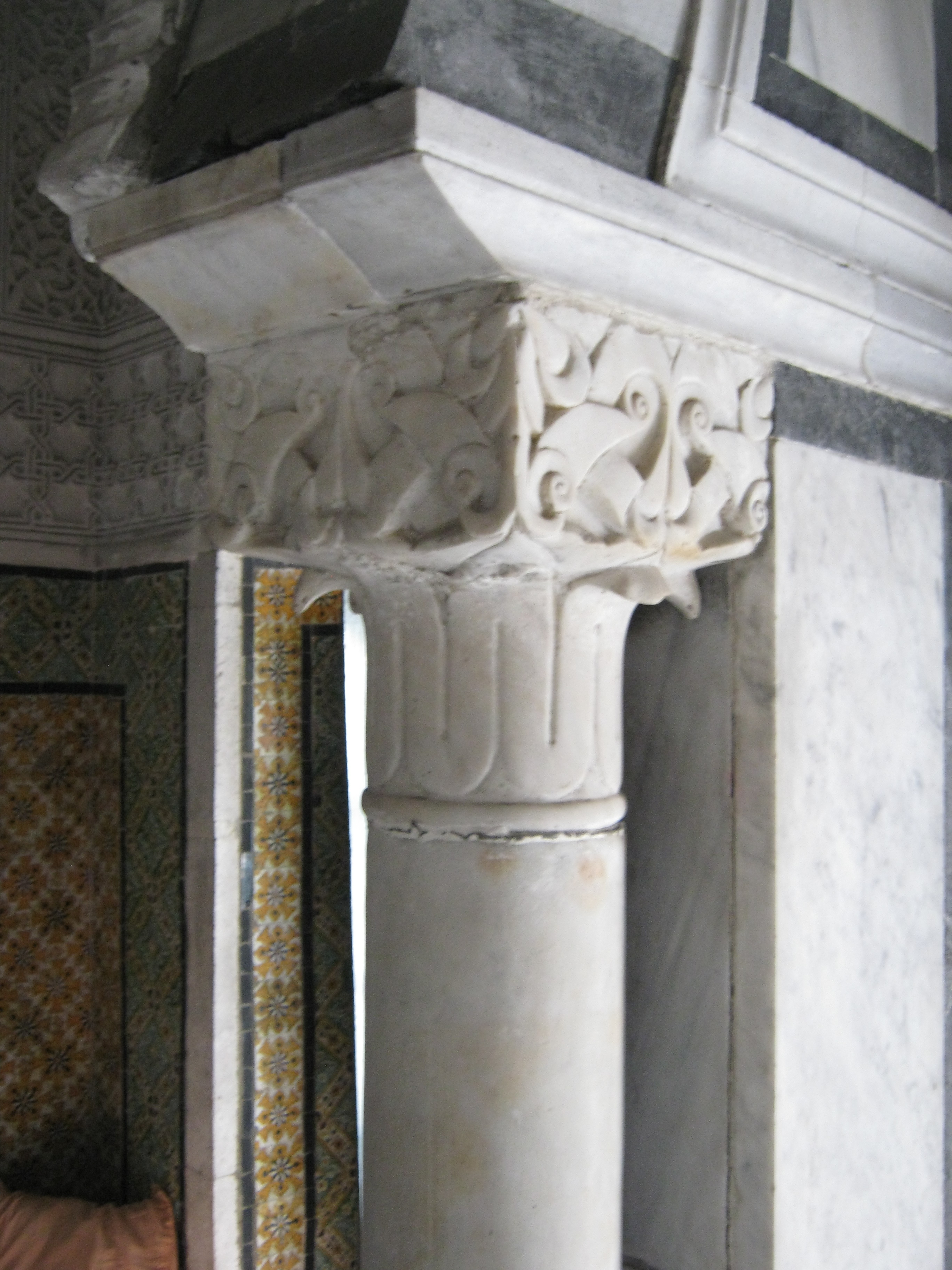
تزئینات سرستون‌ها
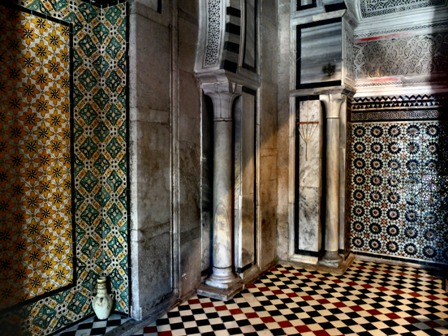
سفالهای مقبره
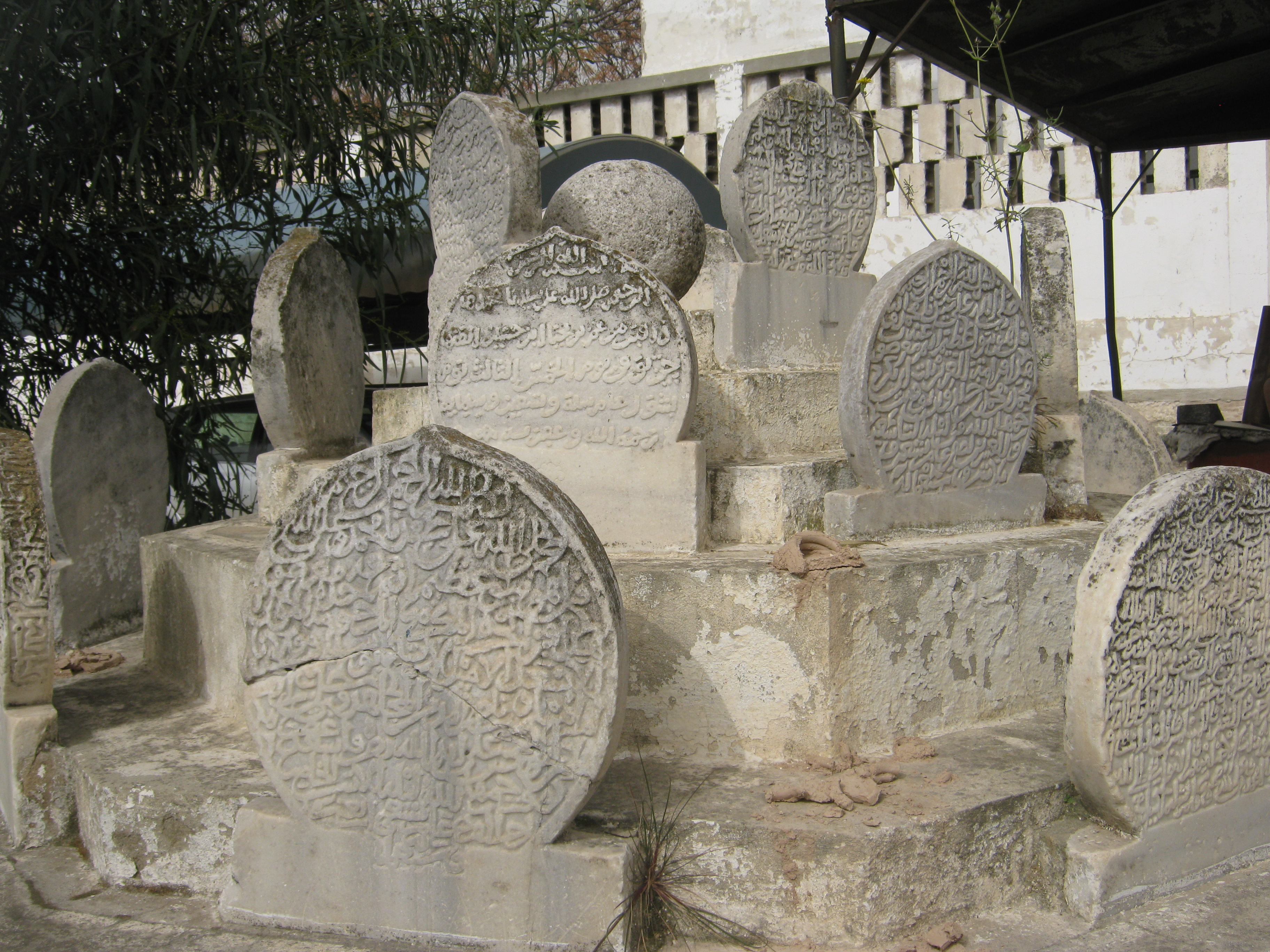
خوشنویسی در مقبره
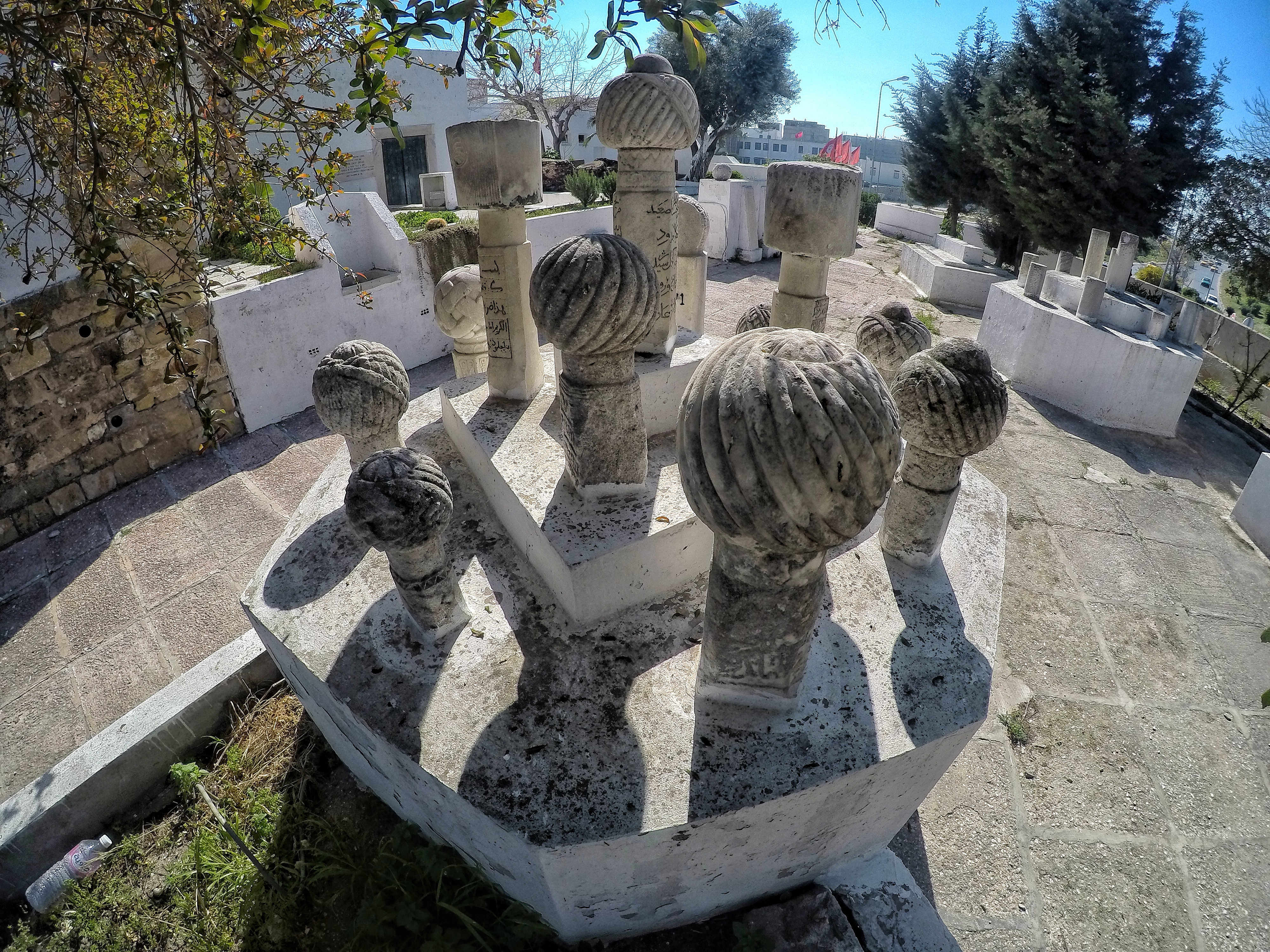
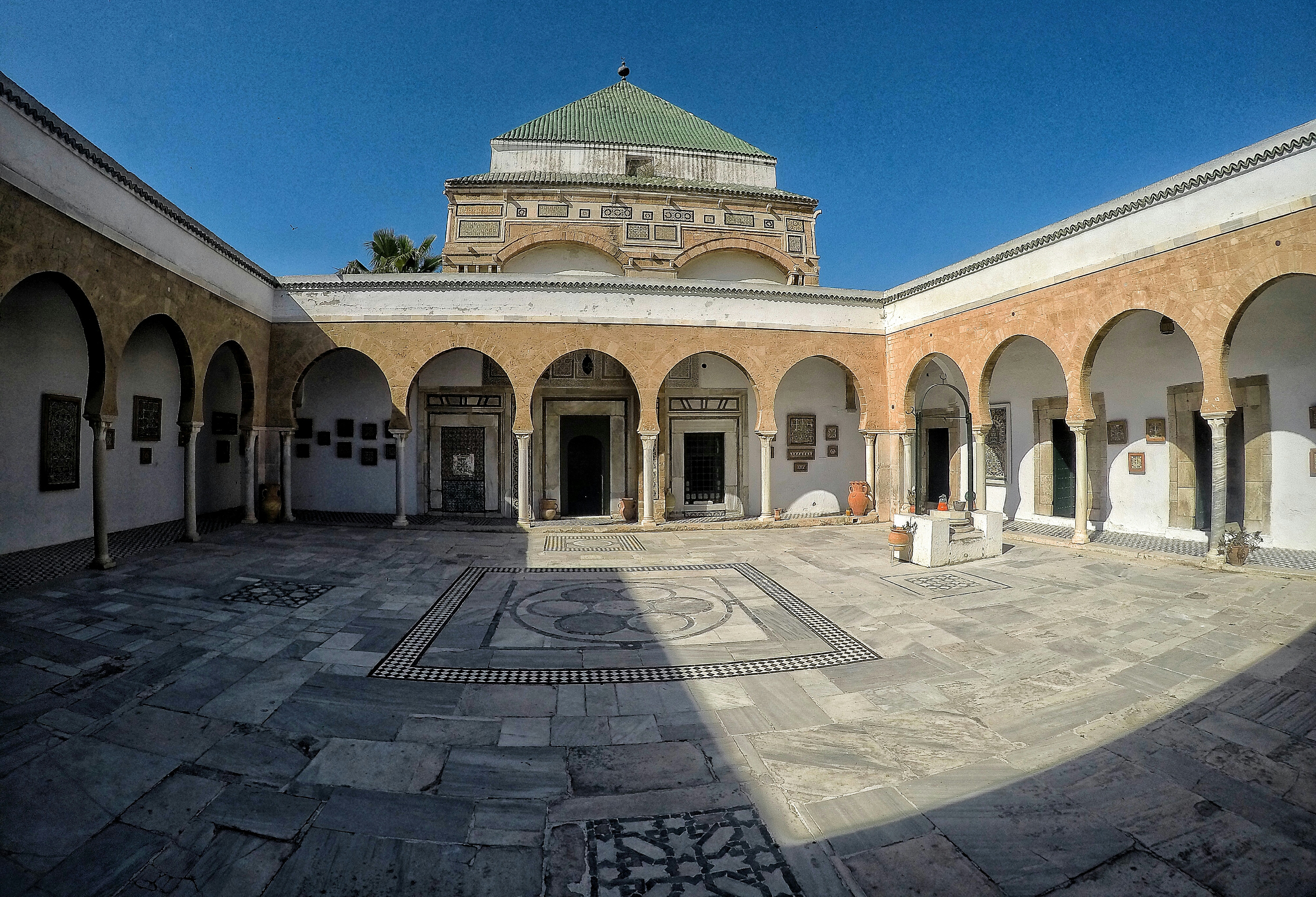
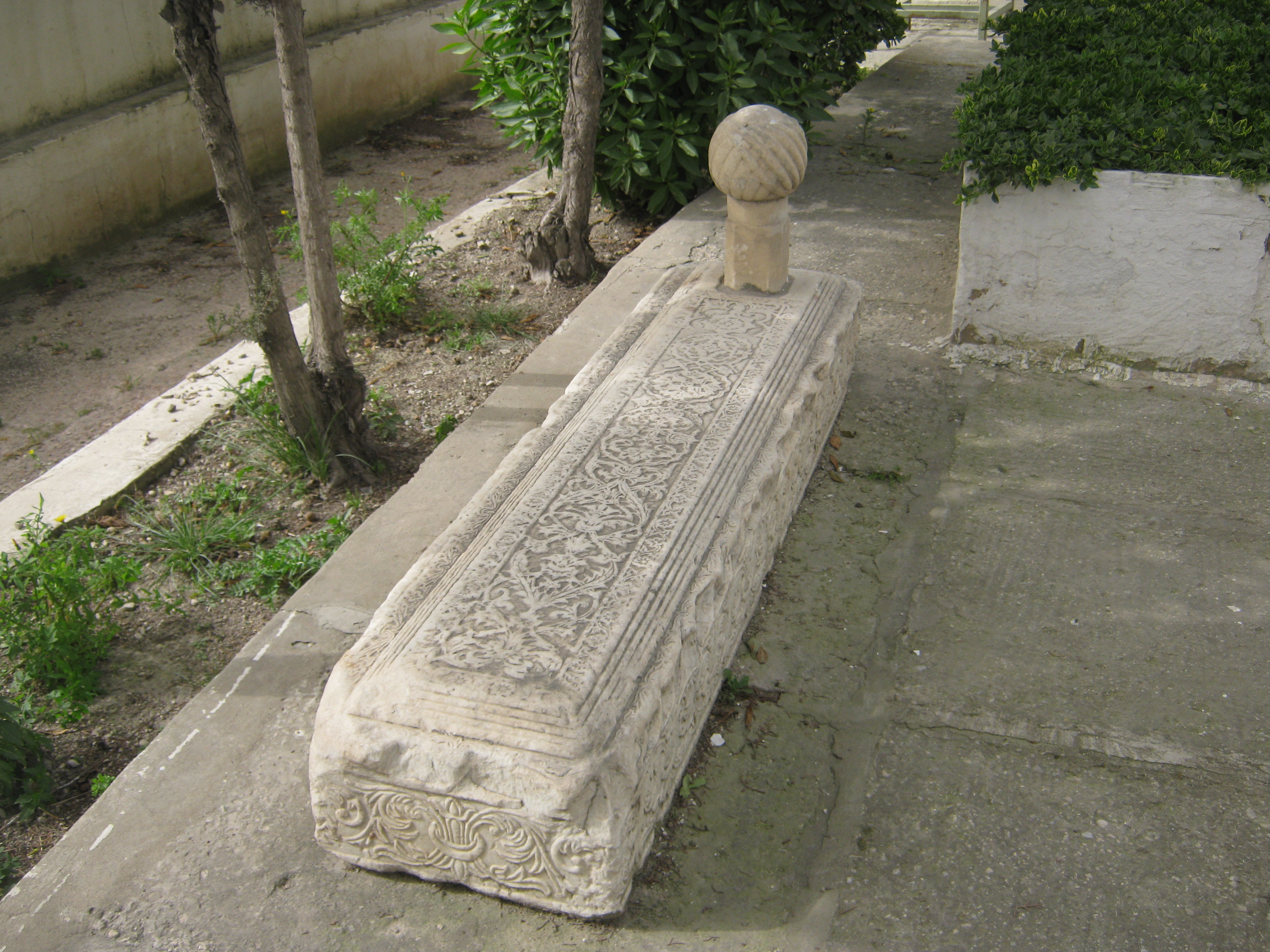
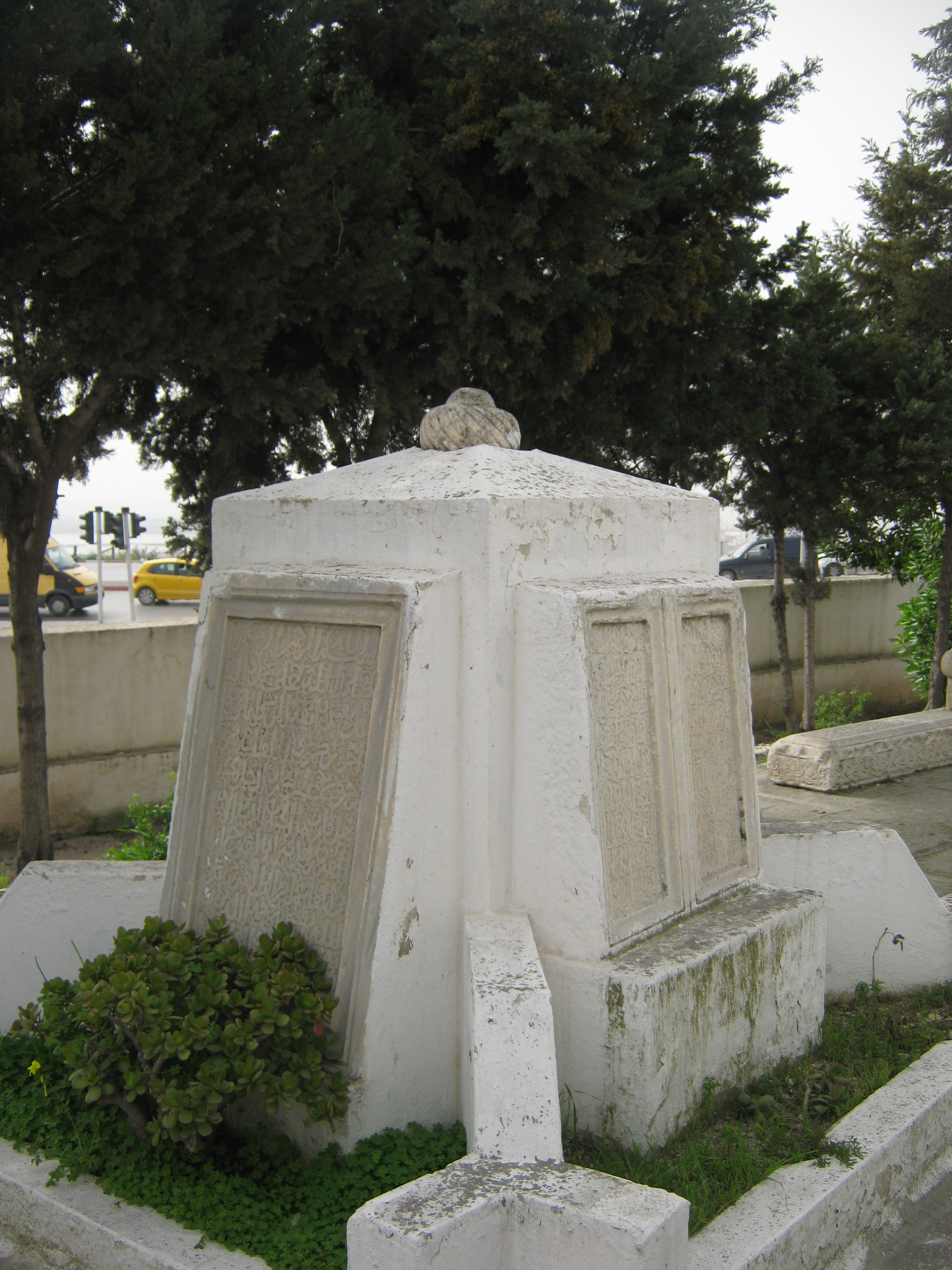